# 사가노세키정
사가노세키정(湯布院町)은 오이타현 동부에 있던 정으로 기타아마베군에 속했다. 
2005년 1월 1일, 오이타군 노쓰하루정과 함께 오이타시에 편입되었다.

## 역사
- 1889년 4월 1일 - 정촌제 시행에 의해 현재의 구역을 확대해 성립하였다.
- 1955년 1월 1일 - 고자키촌, 잇샤쿠야촌이 합병해, 새로운 사가노세키정이 성립하였다.
- 2005년 1월 1일 - 오이타군 노쓰하루정과 함께 오이타시에 편입되었다.

## 교통

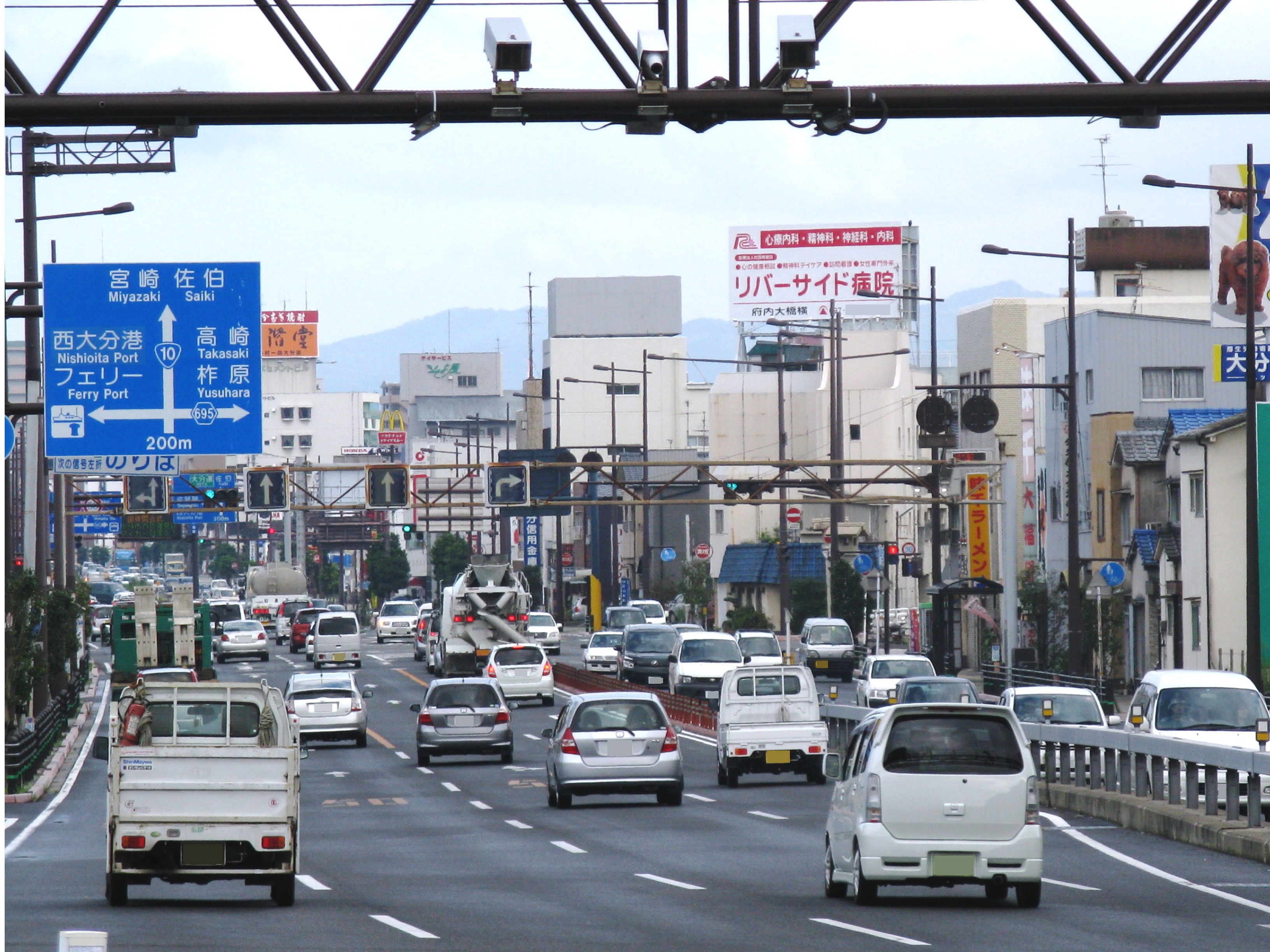
국도 10호선, 오이타 시 방면

### 철도
- 규슈 여객철도
  - 닛포 본선

### 도로
- 국도 197호선
- 국도 217호선